# Ємешевське сільське поселення
Єме́шевське сільське поселення (рос. Емешевское сельское поселение) — муніципальне утворення у складі Гірськомарійського району Марій Ел, Росія. Адміністративний центр — село Ємешево.

## Населення
Населення — 1390 осіб (2019, 1730 у 2010, 1958 у 2002).

## Склад
До складу поселення входять такі населені пункти:
| Населений пункт              | Населення, осіб (2002) | Населення, осіб (2010) |
| ---------------------------- | ---------------------- | ---------------------- |
| Вержуково, присілок          | 89                     | 91                     |
| Епаєво, присілок             | 20                     | 12                     |
| Ємешево, село                | 252                    | 248                    |
| Заовражні Пертнури, присілок | 87                     | 76                     |
| Запольні Пертнури, присілок  | 161                    | 136                    |
| Копань, присілок             | 119                    | 79                     |
| Красна Горка, присілок       | 61                     | 63                     |
| Луково, присілок             | 52                     | 46                     |
| Мале Мікряково, присілок     | 18                     | 16                     |
| Пальтікіно, присілок         | 62                     | 51                     |
| Панькино, присілок           | 166                    | 161                    |
| Парастаєво, присілок         | 95                     | 74                     |
| Пертнури, село               | 95                     | 103                    |
| Сарапаєво, присілок          | 137                    | 101                    |
| Сумки, село                  | 6                      | 5                      |
| Тебяково, присілок           | 25                     | 20                     |
| Тодимваж, присілок           | 78                     | 53                     |
| Ямолкіно, присілок           | 287                    | 263                    |
| Янькино, присілок            | 148                    | 132                    |